# Prenzlau (Australia)
Prenzlau è una città dell'Australia. Fu fondata da emigranti tedeschi provenienti da Prenzlau.